# Marc Bernal
Marc Bernal Casas (* 26. Mai 2007 in Berga) ist ein spanischer Fußballspieler, der als Mittelfeldspieler für den FC Barcelona in der Primera División spielt.

## Karriere

### Verein
Bernal spielte in der Jugend von CE Berga und Gimnàstic Manresa und wechselte im Alter von 6 Jahren zur Jugendakademie La Masia. Er durchlief die verschiedenen Teams der Jugendabteilung und erhielt am 23. Juni 2023 seinen ersten Profivertrag. In der Saison 2023/24 absolvierte er als regulärer B-Junior (U17) 27 Spiele für die zweite Mannschaft in der drittklassigen Primera Federación. Dabei stand Bernal 23-mal in der Startelf und erzielte 2 Tore. Daneben spielte der Mittelfeldspieler mit den A-Junioren (U19) in der UEFA Youth League.
Die Vorbereitung auf die Saison 2024/25 absolvierte Bernal, der seinen Vertrag bis zum 30. Juni 2026 verlängerte, unter Hansi Flick mit der ersten Mannschaft. Am 17. August 2024 debütierte er im Alter von 17 Jahren und 83 Tagen in der Primera División, als er bei einem 2:1-Sieg gegen den FC Valencia in der Startelf stand. Bernal begann auch am 2. und 3. Spieltag in der Startelf, zog sich im dritten Einsatz jedoch einen Kreuzbandriss zu. Im September 2024 wurde sein Vertrag angepasst, dabei wurde u. a. die Ausstiegsklausel auf 500 Millionen Euro festgesetzt und eine Verlängerungsoption um drei Jahre vereinbart, wenn nach seinem Vertragsende 2026 sein Status als A-Junior endet.

### Nationalmannschaft
Mit der spanischen U17-Nationalmannschaft nahm Bernal an der U17-Weltmeisterschaft 2023 und U17-Europameisterschaft 2024 teil.

## Titel
- Spanischer Meister: 2025

## Spielweise
Bernal ist ein vielseitiger linksfüßiger Mittelfeldspieler, der in der Regel als defensiver Mittelfeldspieler agiert, aber auch offensiver spielen kann. Der hochgewachsene und physisch robuste Spieler verfügt auch über gute Passfähigkeiten und ist kopfballstark.